# Mistrzostwa Afryki w Piłce Siatkowej Kobiet 2015
Mistrzostwa Afryki w Piłce Siatkowej Kobiet 2015 – 17. edycja mistrzostw rozegrana zostanie w dniach 12 – 20 czerwca 2015 roku w stolicy Kenii, Nairobi. W rozgrywkach wystartowało 6 reprezentacji narodowych. Zawody są jednocześnie kwalifikacją do Pucharu Świata.

## Uczestnicy
- Algieria
- Botswana
- Kamerun
- Kenia
- Mauritius
- Maroko
- Senegal
- Tunezja

## Rozgrywki

### Faza grupowa

#### Grupa A
Tabela
| Lp. | Drużyna   | Mecze | Mecze   | Mecze   | Pkt | Sety | Sety | Sety  | Małe punkty | Małe punkty | Małe punkty |
| Lp. | Drużyna   | M     | W (3:2) | P (2:3) | Pkt | wyg. | prz. | ratio | zdob.       | str.        | ratio       |
| --- | --------- | ----- | ------- | ------- | --- | ---- | ---- | ----- | ----------- | ----------- | ----------- |
| 1   | Kenia     | 3     | 3 (0)   | 0 (0)   | 9   | 9    | 0    | MAX   | 225         | 152         | 1.480       |
| 2   | Algieria  | 3     | 2 (0)   | 1 (0)   | 6   | 6    | 4    | 1.500 | 229         | 207         | 1.106       |
| 3   | Botswana  | 3     | 1 (0)   | 2 (0)   | 3   | 4    | 7    | 0.571 | 225         | 252         | 0.893       |
| 4   | Mauritius | 3     | 0 (0)   | 3 (0)   | 0   | 1    | 9    | 0.111 | 181         | 249         | 0.727       |

Źródło: cavb.org
Punktacja: 3:0 i 3:1 – 3 pkt; 3:2 – 2 pkt; 2:3 – 1 pkt; 1:3 i 0:3 – 0 pkt
Zasady ustalania kolejności: 1. liczba zwycięstw; 2. liczba punktów; 3. stosunek setów; 4. stosunek małych punktów; 5. bilans w bezpośrednich meczach
     awans do półfinału
     mecze o miejsca 5-8
Wyniki
| Data  | Godz. | Drużyna 1 | Wynik | Drużyna 2 | 1     | 2     | 3     | 4     | 5 | Widzów | * |
| ----- | ----- | --------- | ----- | --------- | ----- | ----- | ----- | ----- | - | ------ | - |
| 12.06 | 18:00 | Mauritius | 0:3   | Kenia     | 12:25 | 13:25 | 17:25 |       |   |        |   |
| 12.06 | 14:00 | Botswana  | 1:3   | Algieria  | 17:25 | 25:17 | 20:25 | 16:25 |   |        |   |
| 14.06 | 12:00 | Mauritius | 1:3   | Botswana  | 22:25 | 25:23 | 23:25 | 15:25 |   |        |   |
| 14.06 | 16:00 | Kenia     | 3:0   | Algieria  | 25:20 | 25:22 | 25:19 |       |   |        |   |
| 15.06 | 12:00 | Algieria  | 3:0   | Mauritius | 25:15 | 25:15 | 26:24 |       |   |        |   |
| 15.06 | 16:00 | Kenia     | 3:0   | Botswana  | 25:19 | 25:12 | 25:18 |       |   |        |   |

#### Grupa B
Tabela
| Lp. | Drużyna | Mecze | Mecze   | Mecze   | Pkt | Sety | Sety | Sety  | Małe punkty | Małe punkty | Małe punkty |
| Lp. | Drużyna | M     | W (3:2) | P (2:3) | Pkt | wyg. | prz. | ratio | zdob.       | str.        | ratio       |
| --- | ------- | ----- | ------- | ------- | --- | ---- | ---- | ----- | ----------- | ----------- | ----------- |
| 1   | Senegal | 3     | 3 (3)   | 0 (0)   | 6   | 9    | 6    | 1.500 | 316         | 286         | 1.105       |
| 2   | Kamerun | 3     | 2 (1)   | 1 (1)   | 6   | 8    | 5    | 1.600 | 282         | 273         | 1.033       |
| 3   | Tunezja | 3     | 1 (0)   | 2 (2)   | 5   | 7    | 7    | 1.000 | 307         | 280         | 1.096       |
| 4   | Maroko  | 3     | 0 (0)   | 3 (1)   | 1   | 3    | 9    | 0.333 | 218         | 284         | 0.768       |

Źródło: cavb.org
Punktacja: 3:0 i 3:1 – 3 pkt; 3:2 – 2 pkt; 2:3 – 1 pkt; 1:3 i 0:3 – 0 pkt
Zasady ustalania kolejności: 1. liczba zwycięstw; 2. liczba punktów; 3. stosunek setów; 4. stosunek małych punktów; 5. bilans w bezpośrednich meczach
     awans do półfinału
     mecze o miejsca 5-8
Wyniki
| Data  | Godz. | Drużyna 1 | Wynik | Drużyna 2 | 1     | 2     | 3     | 4     | 5     | Widzów | * |
| ----- | ----- | --------- | ----- | --------- | ----- | ----- | ----- | ----- | ----- | ------ | - |
| 12.06 | 16:00 | Senegal   | 3:2   | Kamerun   | 20:25 | 25:27 | 25:16 | 25:20 | 15:12 |        |   |
| 12.06 | 16:00 | Tunezja   | 3:1   | Maroko    | 24:26 | 25:17 | 25:21 | 25:13 |       |        |   |
| 14.06 | 10:00 | Kamerun   | 3:0   | Maroko    | 25:17 | 25:18 | 25:20 |       |       |        |   |
| 14.06 | 14:00 | Senegal   | 3:2   | Tunezja   | 14:25 | 17:25 | 25:18 | 25:20 | 15:12 |        |   |
| 15.06 | 10:00 | Tunezja   | 2:3   | Kamerun   | 25:15 | 18:25 | 26:28 | 26:24 | 13:15 |        |   |
| 15.06 | 14:00 | Maroko    | 2:3   | Senegal   | 25:23 | 25:22 | 9:25  | 18:25 | 9:15  |        |   |

### Faza finałowa

#### Mecze o miejsca 5-8
| Data  | Godz. | Drużyna 1 | Wynik | Drużyna 2 | 1     | 2     | 3     | 4 | 5 | Widzów | * |
| ----- | ----- | --------- | ----- | --------- | ----- | ----- | ----- | - | - | ------ | - |
| 17.06 | 10:00 | Botswana  | 0:3   | Maroko    | 22:25 | 22:25 | 12:25 |   |   | 500    |   |
| 17.06 | 12:00 | Tunezja   | 3:0   | Mauritius | 25:13 | 25:17 | 25:14 |   |   | 1000   |   |

#### Półfinały
| Data  | Godz. | Drużyna 1 | Wynik | Drużyna 2 | 1     | 2     | 3     | 4 | 5 | Widzów | * |
| ----- | ----- | --------- | ----- | --------- | ----- | ----- | ----- | - | - | ------ | - |
| 17.06 | 14:00 | Senegal   | 0:3   | Algieria  | 14:25 | 17:25 | 22:25 |   |   | 3000   |   |
| 17.06 | 16:00 | Kenia     | 3:0   | Kamerun   | 25:22 | 25:14 | 25:22 |   |   | 5000   |   |

#### Mecz o 7. miejsce
| Data  | Godz. | Drużyna 1 | Wynik | Drużyna 2 | 1     | 2     | 3     | 4     | 5 | Widzów | * |
| ----- | ----- | --------- | ----- | --------- | ----- | ----- | ----- | ----- | - | ------ | - |
| 18.06 | 14:00 | Botswana  | 1:3   | Mauritius | 25:17 | 21:25 | 19:25 | 21:25 |   | 200    |   |

#### Mecz o 5. miejsce
| Data  | Godz. | Drużyna 1 | Wynik | Drużyna 2 | 1     | 2     | 3     | 4     | 5 | Widzów | * |
| ----- | ----- | --------- | ----- | --------- | ----- | ----- | ----- | ----- | - | ------ | - |
| 18.06 | 16:00 | Maroko    | 1:3   | Tunezja   | 16:25 | 25:21 | 21:25 | 21:25 |   | 400    |   |

#### Mecz o 3. miejsce
| Data  | Godz. | Drużyna 1 | Wynik | Drużyna 2 | 1     | 2     | 3     | 4     | 5     | Widzów | * |
| ----- | ----- | --------- | ----- | --------- | ----- | ----- | ----- | ----- | ----- | ------ | - |
| 20.06 | 14:00 | Kamerun   | 3:2   | Senegal   | 25:19 | 23:25 | 14:25 | 25:13 | 17:15 | 4000   |   |

#### Finał
| Data  | Godz. | Drużyna 1 | Wynik | Drużyna 2 | 1     | 2     | 3     | 4 | 5 | Widzów | * |
| ----- | ----- | --------- | ----- | --------- | ----- | ----- | ----- | - | - | ------ | - |
| 20.06 | 16:00 | Kenia     | 3:0   | Algieria  | 25:17 | 25:21 | 25:20 |   |   | 6000   |   |

## Klasyfikacja końcowa
| Miejsce | Reprezentacja |
| ------- | ------------- |
| złoto   | Kenia         |
| srebro  | Algieria      |
| brąz    | Kamerun       |
| 4.      | Senegal       |
| 5.      | Tunezja       |
| 6.      | Maroko        |
| 7.      | Mauritius     |
| 8.      | Botswana      |

     awans na Puchar Świata 2015

## Nagrody indywidualne
| MVP             | Najlepsza atakująca | Najlepsza blokująca | Najlepsza zagrywająca | Najlepsza przyjmująca | Najlepsza rozgrywająca | Najlepsza libero |
| --------------- | ------------------- | ------------------- | --------------------- | --------------------- | ---------------------- | ---------------- |
| Everline Makuto | Fatou Diuock        | Ruth Jepngetich     | Lydia Oulmou          | Moma Bassoko          | Jane Wachu             | Nafula Wanyama   |